# Das Leben ist schön (1997)
Das Leben ist schön (Originaltitel: La vita è bella [la ˈviːta ɛ ˈbɛlla]) ist ein italienischer Film aus dem Jahr 1997 von Roberto Benigni, der Regie führte, beim Drehbuch mitschrieb und die Hauptrolle spielte.

## Handlung
Die Tragikomödie spielt am Rande des Zweiten Weltkriegs und besteht aus zwei Handlungsabschnitten, die etwa gleich lang sind. Die erste Hälfte erzählt davon, wie der jüdische Italiener Guido sein Leben auf humorvolle Weise meistert, seiner „geliebten Prinzessin“ Dora den Hof macht und sie schließlich als Ehefrau gewinnt. Während Dora in einer italienischen Kleinstadt als Lehrerin tätig ist, betreibt Guido eine kleine Buchhandlung, in welcher der gemeinsame Sohn Giosuè bisweilen mithilft. Dass sich Giosuè mit einem Spielzeugpanzer vergnügt, bekommt im zweiten Teil der Geschichte seine Bedeutung.
Dieser beginnt mit der Deportation von Guido und Giosuè in ein nationalsozialistisches Konzentrationslager, das an einem Gebirge liegt und fiktiv ist, aber stark an Auschwitz erinnert. Dora lässt sich freiwillig ebenfalls in das Lager bringen, dessen Insassen unter unmenschlichen Bedingungen zu schwerer Arbeit gezwungen werden. Um seinen Sohn zu beschützen und ihn vor der grauenvollen Realität zu bewahren, erzählt ihm Guido, der Aufenthalt sei ein kompliziertes Spiel, dessen Regeln sie genau einhalten müssten, um am Ende als Sieger einen echten Panzer zu gewinnen. Hierbei versucht der Vater alles Mögliche, um seinem Sohn den Aufenthalt im Lager so angenehm wie möglich zu gestalten und die Fassade der Täuschung aufrechtzuerhalten.
Als bei Kriegsende das Lager in Aufruhr gerät, verkleidet sich Guido als Frau, um so unerkannt in die Frauenabteilung zu gelangen und dort seine Frau Dora zu suchen. Doch er wird entdeckt und erschossen, während sich Giosuè, immer noch nichtsahnend und den letzten Instruktionen des Vaters folgend, versteckt hält. Am nächsten Tag wird das Kind im verlassenen Lager von einem amerikanischen Panzerfahrer aufgelesen und mitgenommen, weswegen es sich im Glauben wähnt, das Spiel tatsächlich gewonnen zu haben. Bald darauf findet der auf „seinem“ Panzer sitzende, eine lange Reihe von befreiten Gefangenen entlang fahrende Giosuè seine Mutter wieder und erzählt ihr aufgeregt von seinem Gewinn, dem echten Panzer. In der Original-Fassung spricht sein erwachsenes Ich die Worte „Dies ist meine Geschichte, dies ist das Opfer, welches mein Vater erbracht hat, dies war sein Geschenk an mich.“

## Filmmusik
- 1. Buon giorno principessa
- 2. La vita è bella
- 3. Viva Giosuè
- 4. Grand Hotel Valse
- 5. La notte di favola
- 6. La notte di fuga
- 7. Le uova nel cappello
- 8. Grand Hotel Fox
- 9. Il treno nel buio
- 10. Arriva il carro armato
- 11. Valse larmoyante
- 12. L’uovo di struzzo - danza etiope
- 13. Krautentang
- 14. Il gioco di Giosuè
- 15. Barcarole
- 16. Guido e ferruccio
- 17. Abbiamo vinto

## Produktion
Der Film wurde von November 1996 bis April 1997 in Arezzo, Montevarchi, Castiglion Fiorentino, Cortona, Ronciglione und Papigno gedreht. Das Konzentrationslager im Film ist in Wirklichkeit eine alte Fabrik in der Nähe von Terni. Shlomo Venezia, Überlebender von Auschwitz, und der Historiker Marcello Pezzetti berieten den Regisseur.
Das Leben ist schön war der letzte Film des Kameramanns Tonino Delli Colli.

## Hintergrund
Das Leben ist schön basiert zum Teil auf den Erfahrungen von Benignis Vater Luigi, der zwei Jahre im KZ Bergen-Belsen gefangengehalten wurde, außerdem auf denen des Holocaust-Überlebenden Rubino Romeo Salmoni.

## Synchronisation
Die deutsche Synchronisation entstand nach einem Dialogbuch von Jörg Hartung. Für die Dialogregie war Joachim Tennstedt zuständig.
| Rolle          | Darsteller/in     | Synchronsprecher/in |
| -------------- | ----------------- | ------------------- |
| Guido Orefice  | Roberto Benigni   | Joachim Tennstedt   |
| Dora           | Nicoletta Braschi | Susanna Bonasewicz  |
| Eliseo Orefice | Giustino Durano   | Hermann Ebeling     |
| Giosuè Orefice | Giorgio Cantarini | Till Völger         |
| Dr. Lessing    | Horst Buchholz    | Horst Buchholz      |
| Schulleiterin  | Giuliana Lojodice | Ruth Küllenberg     |

## Rezeption

### Einspielergebnis
Mit einem Einspielergebnis von 228,9 Millionen US-Dollar war Das Leben ist schön weltweit der bisher erfolgreichste italienische Film, in Italien allein wurde er jedoch 2011 vom Film Che bella giornata auf den zweiten Platz verwiesen.

### Kritik
„Der als Loblied auf die Kraft der Fantasie und den menschlichen Über-Lebenswillen angelegte Film beginnt als beschwingte Romanze mit märchenhaften Untertönen und endet in einer bitter-absurden Tragödie, in der das Lachen zum schmerzhaften Reflex gefriert. Zwar bleibt der Versuch, mit den Mitteln des Tragisch-Komischen an den Holocaust zu erinnern, eine höchst ambivalente Angelegenheit, dennoch verdient der mit hoher Sensibilität und großer Ernsthaftigkeit inszenierte Film Respekt als ein bewegender Versuch, auf besondere Weise Kino-Bilder für die unverbrüchliche Würde der Holocaust-Opfer zu finden. Die von tiefer Menschlichkeit geleitete Rigorosität, mit der hier ein in Tabuzonen und Chiffren verfangenes Thema angegangen wird, wird dabei zu einem ganz und gar singulären Ereignis.“

## Auszeichnungen
Der Film erhielt unter anderem die folgenden Auszeichnungen:
- Italienischer Filmpreis David di Donatello 1998 für den besten italienischen Film
- Großer Preis der Jury 1998 sowie Spezialpreis des Publikums 1999 der Internationalen Filmfestspiele von Cannes
- Europäischer Filmpreis 1998 für den besten Film und den besten Hauptdarsteller
- Oscar 1999 für den besten fremdsprachigen Film, die beste Musik eines Dramas und den besten Hauptdarsteller (außerdem Nominierungen für Regie, Schnitt, Drehbuch und den besten Film)[4]
- Deutscher Filmpreis 1999 für den besten ausländischen Film
- Französischer Filmpreis César 1999 für den besten ausländischen Film
- Syndicat Français de la Critique de Cinéma – Bester ausländischer Film 1999
- Britischer Filmpreis BAFTA 1999 für den besten Hauptdarsteller
- Spanischer Filmpreis Goya 2000 als Bester europäischer Film
- Preis der amerikanischen Schauspielergewerkschaft (Screen Actors Guild Award) 1999 für den besten Hauptdarsteller
- Publikumspreis - Internationales Filmfestival Warschau 1998
- 1997: Prix Lumières für den besten ausländischen Film